# Deborah Bright
Deborah Bright (Washington, 16 januari 1950) is een Amerikaanse fotograaf, kunstenaar en schrijver. Haar kunstwerken omvatten thema’s als gender, seksualiteit, queer desire en landschapsfotografie.

## Leven en werk
Bright groeide op in Washington D.C. In 1975 kreeg ze haar ‘Master of Fine Arts’ in schilderen aan de Universiteit van Chicago. Ze was getraind in de stijl van het formalisme, maar was niet tevreden over deze schilderstijl. Volgens Bright vermeed het formalisme de sociale conflicten in de maatschappij en zat de kunststroming in een ivoren toren. Toen ze meehielp met het opzetten van een tentoonstelling over fotograaf Walker Evans, besefte ze zich dat ze de fotografie wilde nastreven.

#### Dream Girls(1989-90)
Bright werd voor het eerst bekend door haar fotoserie Dream Girls (1989-90), waarin ze foto’s van haarzelf invoegt in bekende Hollywood scènes. Door haarzelf letterlijk in te voegen in deze romantische scènes daagt ze de mainstream, heteronormatieve gender- en seksuele identiteiten uit die werden verspreid door Hollywood films. Volgens Bright stamt het idee van dit kunstwerk uit haar jeugdervaringen. Als kind hield ze van de manier waarop bepaalde acteurs een androgyn of gender non-conform uiterlijk uitstraalden. Tijdens het maken van de fotoserie werd ze herinnerd aan hoe ze vroeger over mannelijke en vrouwelijke personages fantaseerde, ermee identificeerde en tegelijkertijd haar eigen identiteit vorm gaf. Toen ze gevraagd werd een beschrijving van haar fotoserie te leveren reageerde ze: “The impulse for a lesbian photomonteur to paste her constructed butch-girl self-image into conventional heterosexual narrative stills from old Hollywood movies requires no elaborate explanations.”

#### The Management of Desire(1994)
In 1994 maakte Bright een fotografische drieluik waarin ze het gepathologiseerde beeld van borstkanker vergeleek met het gepathologiseerde beeld van vrouwelijke homoseksualiteit. De linkerfoto bevat het schilderij The Agnew Clinic van Thomas Eakins uit 1899, waarop een borstamputatie is afgebeeld. In dit schilderij is te zien hoe een dokter de behandeling uitvoert op een bewusteloze vrouw voor een publiek van mannelijke studenten. Naast de borstkankerpatiënt is de enige aanwezige vrouw een verpleegster die in stoïcijnse houding aan het uiteinde van de operatietafel toekijkt.
In de middelste foto staat een tekst die bestaat uit twee verschillende stemmen die door elkaar heen lopen. De dikgedrukte tekst spreekt in de derde persoon over de ervaring van een lesbische borstkankerpatiënt. De tekst is opzettelijk ambigu, waardoor het onduidelijk is of het over de ziekte of de homoseksualiteit van de patiënt gaat. De tweede stem is die van Bright zelf, waarin ze haar interpretatie geeft van het schilderij van Eakins.
De rechterfoto is een portret van Bright na haar borstkankeroperatie, liggend in de pose van Manets Olympia. Naast haar staat de verpleegster uit het schilderij van Eakins, geretoucheerd zodat ze lichtelijk lachend de asymmetrische borstkas van Bright bekijkt. Met de intentie om het beeld van het passieve borstkankerslachtoffer te ondermijnen, zet ze haarzelf neer als een actieve en seksuele overlever.

#### Glacial Erratic(2000-03)
Van 2000 tot 2003 maakte Bright Glacial Erratic, negen foto’s van Plymouth Rock bij verschillende getijden en op verschillende momenten, elke keer op een andere manier beïnvloedt door bijvoorbeeld lichtval, sneeuw, hoogwater, enzovoorts. Plymouth Rock is, volgens mondelinge overlevering, de plek waar de pelgrims voor het eerst aan land raakten in 1620. Na de Amerikaanse Onafhankelijkheidsoorlog werd Plymouth Rock een nationaal monument die herinnerde aan de eerste Europese immigranten. Tegenwoordig dient Plymouth Rock als erfgoedsite en toeristische attractie.
Op eerste gezicht lijken de foto’s enkel op een grote rots achter een tralies, die op verschillende momenten een nieuw gezicht krijgt door veranderingen in licht, weer en de getijden. Maar de rots in de foto staat symbool voor veel meer dan dat. Geologisch gezien is de rots een zwerfsteen, een rots die stamt uit de laatste ijstijd. Hierdoor is Plymouth Rock anders dan de omringende rotsen en is de rots een soort immigrant, vergelijkbaar met de Europese immigranten die naar Amerika zijn gekomen. Ook de naam van de rots is symbolisch. Plymouth Rock werd in het midden van de negentiende eeuw een symbool van de Amerikaanse vrijheid en zelfbeschikking, maar het kreeg de naam van een Engelse stad. Terwijl de Amerikaanse pelgrims symbool stonden voor nieuwe kansen en vooruitzichten, impliceert de naam van Plymouth Rock historische continuïteit. De framing van de foto suggereert dat het niet gaat om een symbolische viering van de natuur. Juist door de rots te fotograferen van achter een tralies benadrukt Bright de opzettelijke constructie van de nationale mythe. De fotoserie levert in dit opzicht ook een contributie aan sociaal historisch debat.